# Conus portoricana
Conus portoricana é uma espécie de gastrópode do gênero Conus, pertencente a família Conidae.